# CFR-Baureihe 060 EA
Die Elektrolokomotiven der CFR-Baureihe 060 EA sind eine in großer Stückzahl beschaffte Baureihe, die als sechsachsige Weiterentwicklung der SJ Rb von ASEA entstand und später in Rumänien von Electroputere in Craiova in Lizenz weitergebaut wurde. Die Lokomotive wurde in über 1000 Exemplaren für die mit 25 kV 50 Hz Wechselstrom elektrifizierten Strecken produziert und außer bei der rumänischen Staatsbahn Căile Ferate Române (C.F.R.), bei der jugoslawischen Staatsbahn Jugoslovenske Železnice (JDŽ) und bei der bulgarischen Staatsbahn Balgarski Darschawni Schelesnizi (BDŽ) verwendet. Die Fertigung der Lokomotiven dauerte bis 1991 an, in der heutigen Zeit gibt es von verschiedenen Unternehmen zahlreiche Umbauten und Weiterentwicklungen.

## Geschichte

### Rumänien

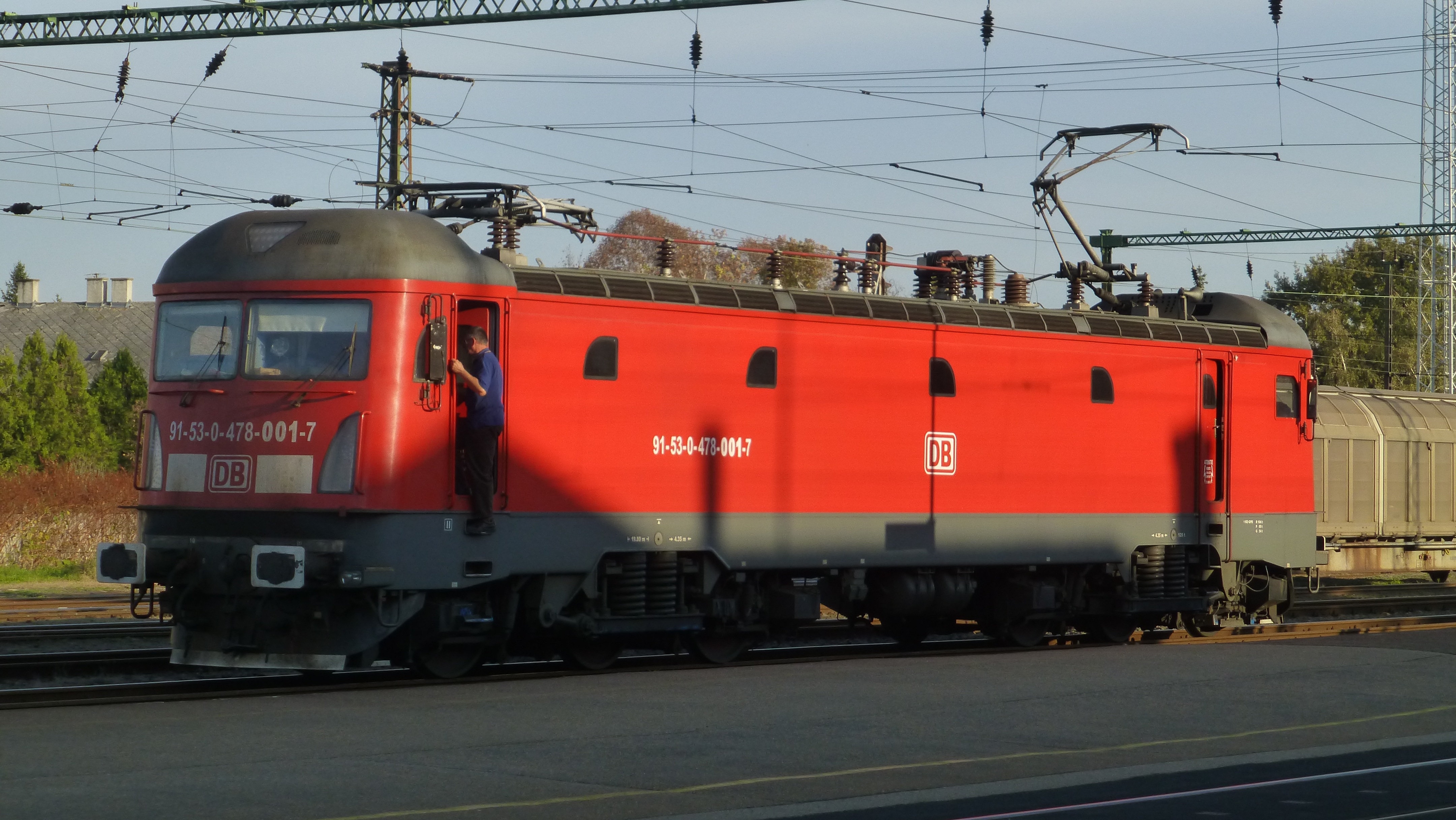
Umgebaute Lokomotive von Softronic

Auslöser für die Entwicklung der Lokomotiven war der Entschluss der CFR, die Bahnstrecke Ploiești–Brașov mit dem anspruchsvollen Abschnitt über den Predealpass mit Wechselstrom 25 kV 50 Hz zu elektrifizieren. 1963 waren die Arbeiten fertiggestellt und es kam zu Versuchen mit verschiedenen Lokomotiven:
- einer sechsachsigen Maschine von LEW Hennigsdorf, einer Vorläuferin der E 251,
- zwei vierachsigen BB 12131 von den SNCF,
- zwei vierachsigen Škoda Typ 41E und
- zwei vierachsigen SJ Rb von ASEA.

Die besten Versuchsergebnisse erzielten die beiden schwedischen Lokomotiven, und so wurden diese Lokomotiven als Vorbild für die zukünftigen Lokomotiven ausgewählt. Noch im gleichen Jahr bestellten die CFR neun Lokomotiven mit Silizium-Gleichrichter und Widerstandsbremse bei ASEA, eine Lokomotive mit Thyristorsteuerung, die die Bezeichnung 060 EB erhalten sollte, elf weitere komplette elektrische Ausrüstungen, 17 elektrische Teilausrüstungen und Gleichrichter für alle Lokomotiven. Das hatte den Hintergrund, dass ASEA für die ersten in Lizenz zu bauenden Lokomotiven noch die elektrische Ausrüstung liefern sollte. Auf Grund der besseren Beherrschung im Steigungsabschnitt sollte die Lokomotive sechsachsig sein. Gleichzeitig mit der Bestellung wurden die Bedingungen für den Lizenzbau ausgehandelt. Die erste Lokomotive wurde 1965, weitere 1966 geliefert. An der Lieferung war außerdem die schwedische Exportgesellschaft Swedloc AB beteiligt. Eine Lokomotive, die 060 EA-009, war für 160 km/h Höchstgeschwindigkeit ausgelegt, die anderen Lokomotiven lediglich für 120 km/h. Die letztgelieferte Lokomotive, die 060 EB 001, erhielt neben der Thyristorsteuerung außerdem noch eine Rekuperationsbremse. Es handelt sich somit um Mehrzwecklokomotiven, die zur Beförderung von Zügen aller Art geeignet sind.

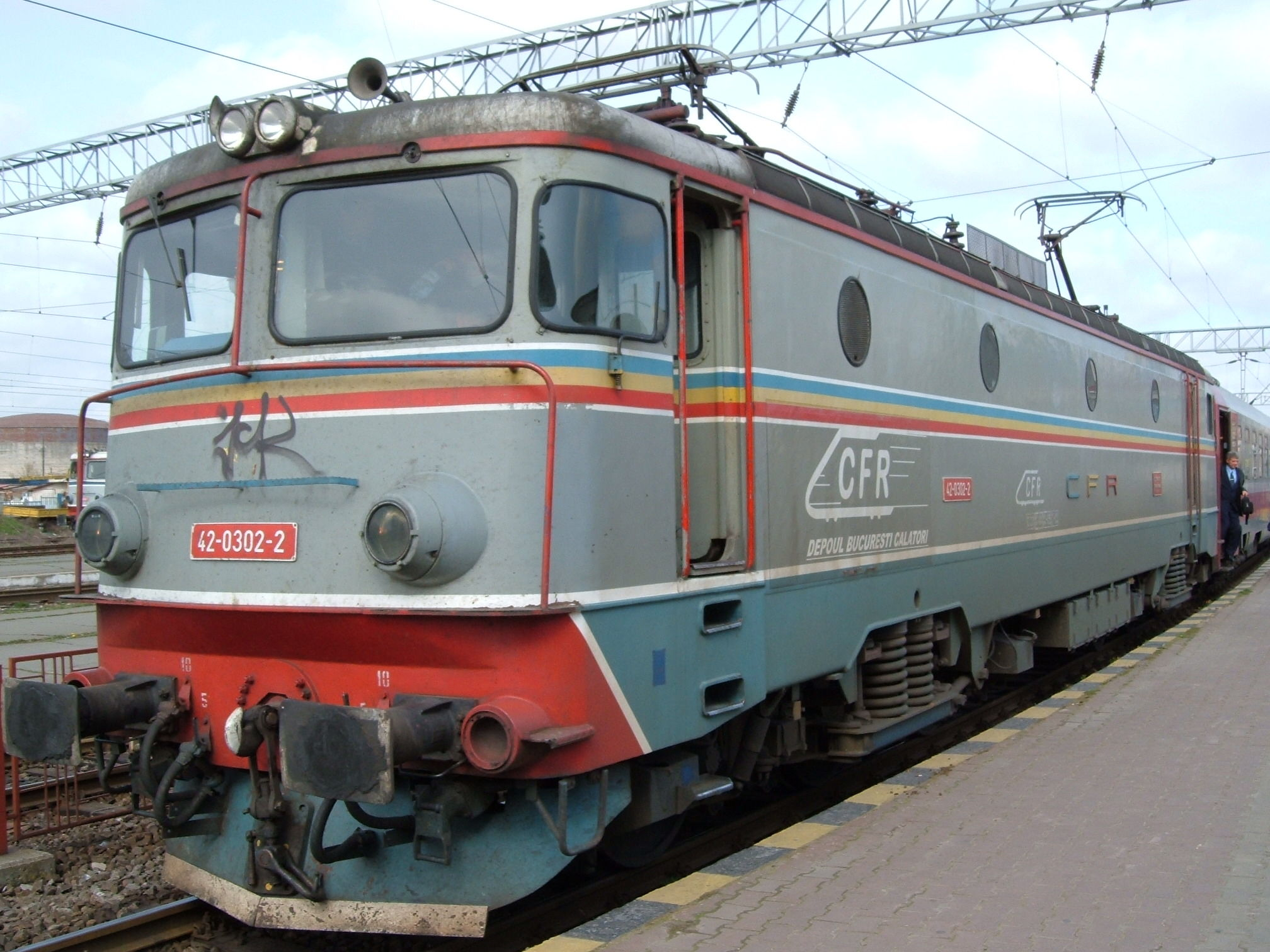
Lokomotive Reihe 42 0302 für eine Höchstgeschwindigkeit von 200 km/h

Später wurden die Lokomotiven in die Reihe 40 (für 120 km/h) und 41 (für 160 km/h) bezeichnet. Wie viele Lokomotiven für die einzelnen Geschwindigkeiten gefertigt wurden, ist nicht überliefert. Äußerlich waren die beiden Varianten ursprünglich wie folgt zu unterscheiden: Die Reihe 40 besaß auf halber Kastenhöhe ein blaues Band, die Reihe 41 ein rotes. Heute ist dieses Merkmal allerdings nicht mehr vorhanden, das umlaufende Band sagt nichts mehr über die Höchstgeschwindigkeit aus.
Eine Lokomotive der Serie, die 060 EA 122, wurde für eine reguläre Höchstgeschwindigkeit von 200 km/h umgebaut. Die Lokomotive besitzt heute die Nummer 42 0302 und hält den aktuellen rumänischen Geschwindigkeitsrekord mit 223 km/h.

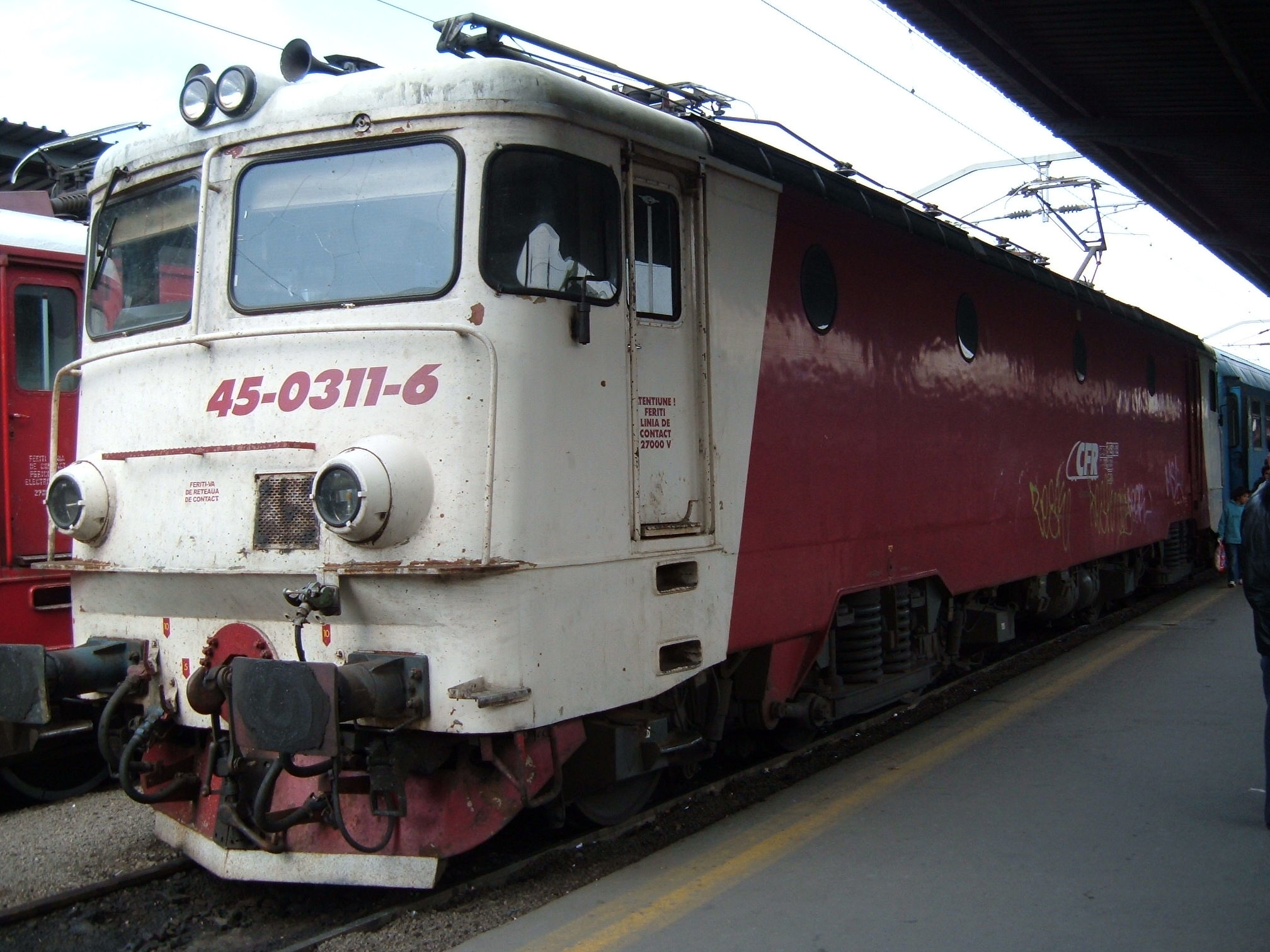
Umgebaute Lokomotive der Reihe 45

24 Lokomotiven der Serie wurden zwischen 1998 und 2000 von Electroputere modernisiert. Sie wurden in die Reihe 45 eingereiht. Mit diesen Lokomotiven wurde auch die ursprüngliche graue Lackierung verworfen und durch rot/weiß ersetzt. Wegen der Verschmutzung ist der Führerstandsbereich rot ausgeführt. Außerdem erhielten die Fahrzeuge eine automatische Geschwindigkeitsregulierung. Nach 2000 entstanden die Unternehmen Softronic und Promat, die von Konstrukteuren gegründet wurde, die an der Entwicklung der 060 EA beteiligt waren. Für einige Privatbahnen wurden die Lokomotiven umgebaut, wobei die vorhandene Schützensteuerung durch eine speicherprogrammierbare Steuerung ersetzt wurde. Außerdem erhalten fortan alle Lokomotiven die Thyristorsteuerung. Mit diesem Umbau einher ging die Anhebung der Leistung von 5100 auf 6600 kW und die Entstehung der ersten Lokomotive der Reihe 47. 2008 erschien von Softronic die erste umgebaute Lokomotive mit der Bezeichnung Phoenix, die ebenfalls als Reihe 47 bezeichnet wird. Sie besitzt einen abweichenden Lokomotivkasten, ihr Untergestell entspricht jedoch noch weitgehend den Ursprungslokomotiven.

### Jugoslawien
Zwischen 1971 und 1973 lieferte Electroputere eine erste Serie von 45 Lokomotiven nach Jugoslawien, die als Serie 461 in den Bestand der JŽ eingereiht wurden. Im Unterschied zu den rumänischen Lokomotiven, bei denen der Lokführerplatz rechts ist, befindet er sich bei den jugoslawischen links. Als Gegenleistung erhielt die CFR von Jugoslawien vierachsige ASEA-Lokomotiven nach dem Baumuster der JŽ-Baureihe 441, die bei den CFR zunächst als Reihe 040 EC und später als Reihe 460 bezeichnet wurden. 1978 kam es zu einer weiteren, 58 Maschinen umfassenden Lieferung nach Jugoslawien, die ebenfalls mit vierachsigen Maschinen als Gegenleistung bezahlt wurde. 

### Bulgarien
In den Jahren 1986 und 1987 kam es zu einer Lieferung von 45 Lokomotiven nach Bulgarien. Bei den BDŽ erhielten die Lokomotiven die Baureihennummer 46 zugeteilt.

## Technische Beschreibung

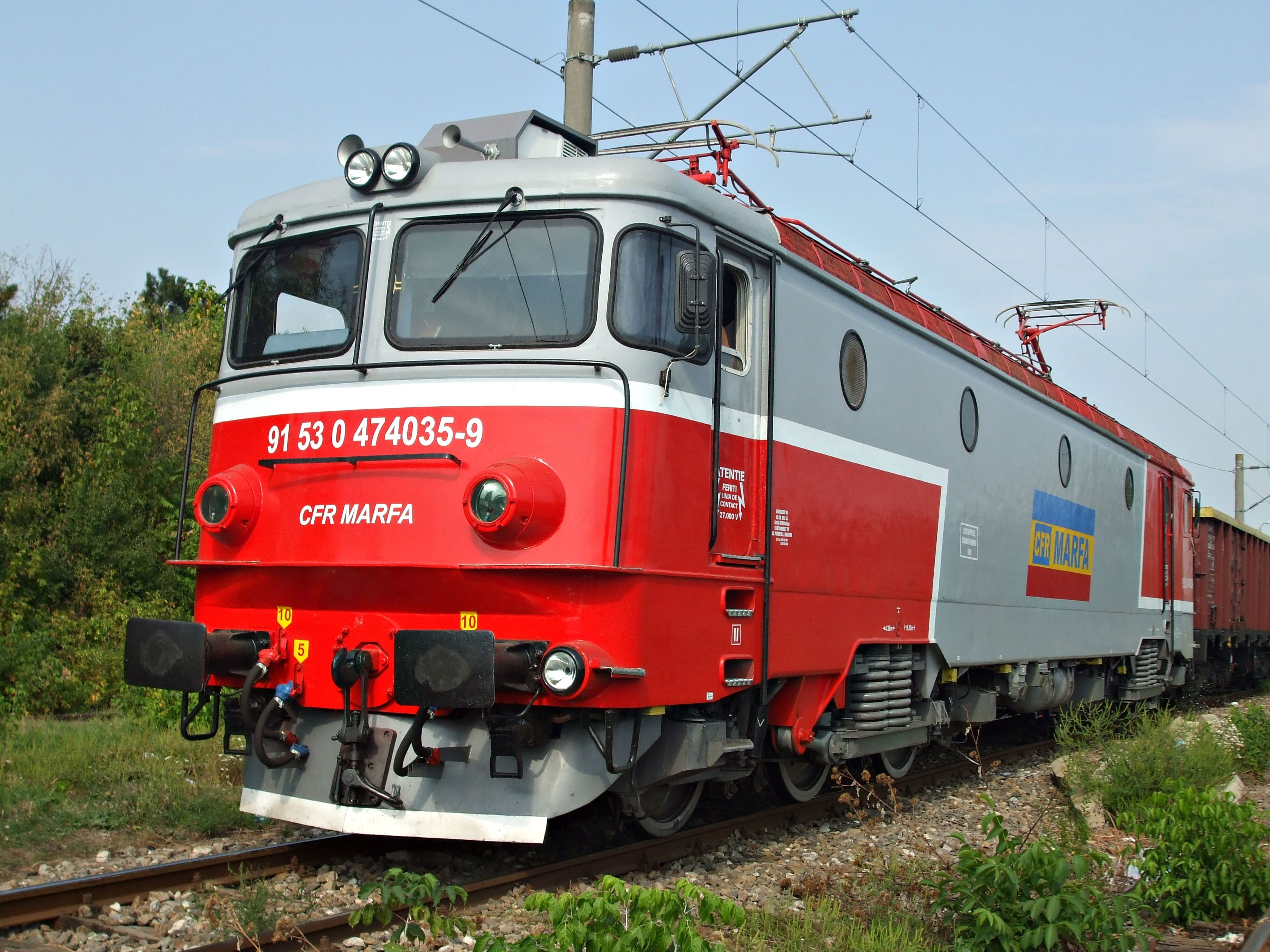
Umgebaute Lokomotive der Reihe 47

Die Lokomotive ist auf einem kastenförmigen Rahmen aufgebaut, der mit Querträgern und den zwei Pufferbohlen versteift ist. An den Enden sind die herkömmliche UIC-Kupplung und die Schneeräumer aufgehängt. Der Lokkasten ist in selbsttragender Konstruktion in Schweißbauweise aufgebaut, bei seinem Aufbau wurde auf eine konsequente Leichtbauweise verzichtet. Der Maschinenraum besitzt zwei durchgehende Seitengänge, an den Enden sind die Führerstände vorhanden. Pro Führerstand existiert nur ein seitlicher Aufstieg, dafür existiert pro Seitenwand je eine Tür in den Maschinenraum auf der Seite ohne Führerhaustür. Das Dach beinhaltet drei abnehmbare Teile. In ihm sind Spalten enthalten, die für die Eintrittsöffnungen für Kühlluft verwendet werden können. Das Laufwerk besteht aus zwei dreiachsigen Drehgestellen, die mit Querkupplung miteinander verbunden sind. Die Achslager sind gummigelagert und besitzen keine Gleitflächen. Durch eine besonders errechnete Federkonstante konnte bei der mittleren Achse auf Ausgleichshebel verzichtet werden. Ausgeführt sind die Drehgestelle asymmetrisch. Die Drehgestelle besitzen keinen Drehzapfen, seine Rolle übernimmt ein Hebelsystem. Der Antrieb der Achsen ist mit einem Hohlwellen-Antrieb Bauart ASEA ausgeführt.
Die elektrische Ausrüstung wurde anfangs von ASEA beziehungsweise BBC für die Serienmaschinen geliefert. Später stellte sich die rumänische Produktion auf die Eigenfertigung dieser Komponenten ein. So waren Hauptschalter der Lokomotive anfangs von BBC als Drucklufthauptschalter ausgeführt, später erhielten sie Neuentwicklungen von ASEA. Als sie später auf rumänische Produktion übergingen, soll die Explosionsgefahr einheimischer Teile durch entsprechende Schutzgitter gebannt worden sein. Für den Überspannungsschutz wurden sogenannte Ventilableiter verwendet. Der Haupttransformator wurde als Öltransformator ausgeführt. Er besitzt einen zweischenkligen Kern mit den Ableitungen auf der Sekundärseite für den Regelkreis, die Hilfs- und Zugheizungsanlagen. Für die Versorgung der Fahrmotoren besaß jeder als Reihenschlussmotor ausgeführte Fahrmotor eine Gleichrichterbrücke, die jeweils aus 48 Siliziumdioden ausgeführt war. Ein Überspannungsschutz wurde mit Kondensatoren, eine Überstromschutzeinrichtung wurde mit Kurzschließer realisiert. Die Gleichrichter waren im Kühlkanal des betreffenden Motors eingebaut, die erforderlichen Glättungsdrosseln besaßen Ölkühlung. Gesteuert wurde die Lokomotive original mit 40 Dauer- und drei Feldschwächungsfahrstufen über eine elektropneumatische Schützensteuerung. Ursprünglich war die elektrische Bremse als Widerstandsbremse ausgeführt, spätere Umbauten brachten auch die Rekuperationsbremse.